# Робінсон Джефферс
Робінсон Джефферс (англ. John Robinson Jeffers; 10 січня 1887, Аллегейні, Пенсільванія — 20 січня 1962, Кармел, Каліфорнія) — американський поет.

## Українські переклади
Українською мовою вірші Робінсона Джефферса перекладали Максим Стріха, Олег Лишега та Валерій Кикоть.
Кикоть В. М. Американська поезія у перекладах Валерія Кикотя. Київ : Видавничий дім «Кондор», 2020. 180 с. [Укр., англ. мови]. ISBN 978-617-7939-17-6.